# 스포츠 탈장
스포츠 탈장(athletic pubalgia, sports hernia, hockey hernia, hockey groin, Gilmore's Groin, groin disruption)은 치골결합에 발생하는 질병으로 주로 선수들이 자주 걸린다.